# Марія Кароліна Бурбон-Сицилійська (1820—1861)
Марія Кароліна Фердинанда Бурбон-Сицилійська (італ. Maria Carolina Ferdinanda di Borbone-Due Sicilie), (нар. 29 листопада 1820 — пом. 14 січня 1841) — сицилійська принцеса з династії Бурбонів, донька короля Обох Сицилій Франциска I та іспанської інфанти Марії Ізабелли, дружина карлістського претендента на іспанський трон Карла, графа Монтемоліна.

## Біографія
Народилась 29 листопада 1820 року у Неаполі. Була дев'ятою дитиною та п'ятою донькою в родині кронпринца Сицилії Франциска та його другої дружини Марії Ізабелли Іспанської. Мала старших братів Фердинанда, Карла, Леопольда й Антоніо та сестер Луїзу Карлоту, Марію Крістіну, Марію Антонію та Марію Амалію. Згодом у неї з'явилася молодша сестра Тереза Крістіна та брати Луїджі та Франческо.

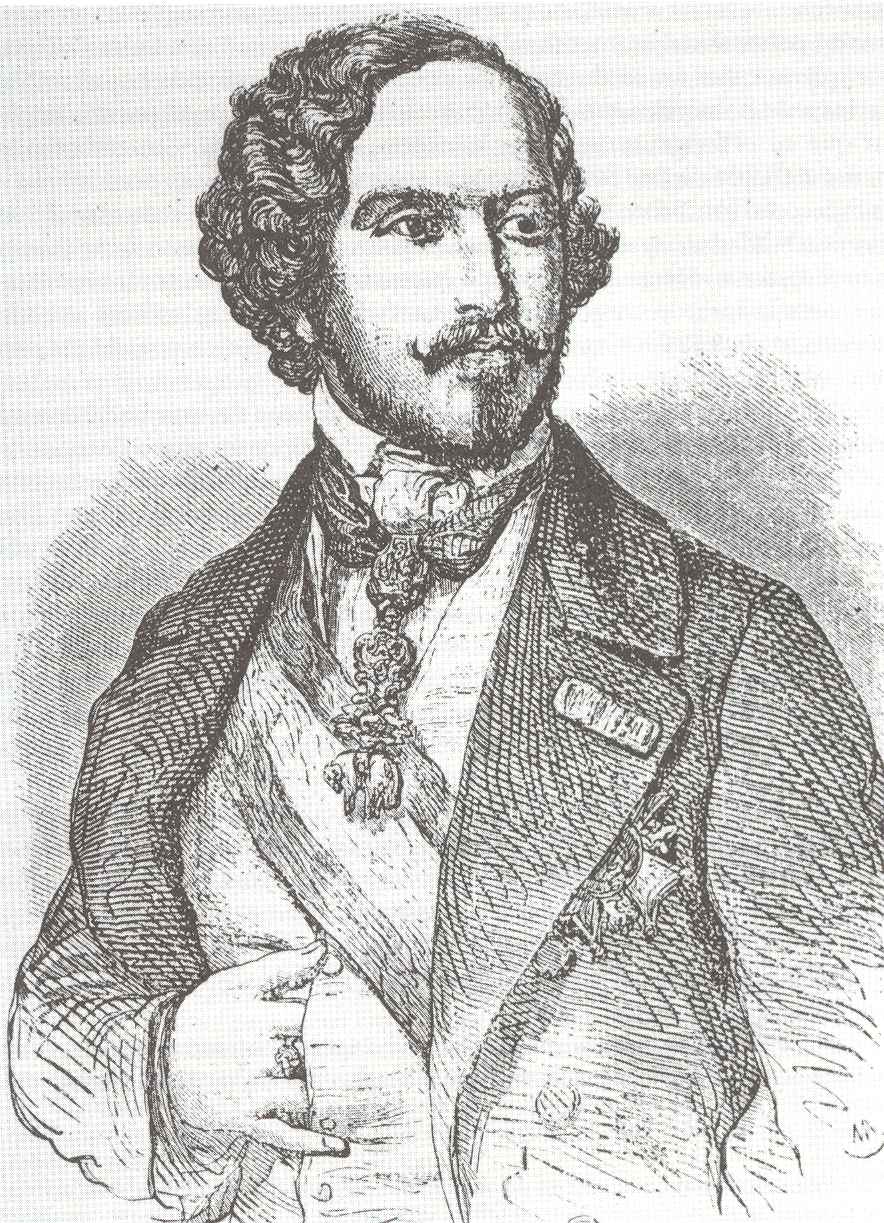
Карлос Іспанський

У 1825 році Франциск став правителем створеного Королівства Обох Сицилій. Королівська родина постійно жила в оточенні військових, побоюючись спалаху нової революції. Безпеку гарантували австрійські вояки, які дислокувалися в Неаполі. 
Батько помер, коли Марії Кароліні було 10. Матір перший час заводила коханців, а у 1839 році взяла шлюб із графом Даль Бальцо деї Дучі ді Пресенцано і оселилася з ним у палаці Каподімонте, подалі від двору.
Марія Кароліна узяла шлюб у віці 29 років зі своїм 32-річним кузеном, інфантом Карлосом Іспанським. Наречений був карлістським претендентом на іспанський трон. Весілля відбулося 10 липня 1850 року у палаці Казерта. Дітей у подружжя не було.
Пара померла від тифу у січні 1861 року з різницею у кілька годин. Марії Кароліни не стало 14 числа. Обоє були поховані у каплиці Святого Карла Борромео у Катедральному соборі Трієсту.

## Нагороди
- Орден королеви Марії Луїзи (Іспанія) (30 березня 1830).

## Титули
- 29 листопада 1820—10 липня 1850 — Її Королівська Високість Принцеса Марія Кароліна Бурбон-Сицилійська;
- 10 липня 1850—14 січня 1861 — Її Королівська Високість Графиня Монтемолін, Інфанта Іспанії, Принцеса Бурбон-Сицилійська.